# Ishbi-Erra

Hartă în care apare cetatea Isin. Ishbi-Erra a fost primul rege din dinastia de Isin

Ishbi-Erra a fost primul rege din dinastia de Isin. Când a treia dinastie din Ur s-a prăbușit în timpul domniei lui Ibbi-Sin și fostul imperiu a fost copleșit de invadatorii din Elam și din altă parte, Ishbi-Erra, care până atunci era guvernator în Isin, a întemeiat un regat independent. Acest regat în cele din urmă a recucerit o mare parte din fostele Sumer și Akkad. Ishbi-Erra nu a folosit niciodată titlul rege în Sumer si Akkad care a fost utilizat de către toți regii dinastiei a III-a din Ur, dar acest titlu a fost folosit de către nepotul său Iddin-Dagan.
În conformitate cu Lista regilor sumerieni , Ishbi-Erra a condus timp de 33 de ani (1953 î.Hr. - 1921 î.Hr.) și a fost succedat de fiul său, Shu-Ilishu.  